# Kościół św. Pawła Rozbitka w Munxar
Kościół Świętego Pawła Rozbitka (malt. Il-Knisja ta’ Nawfraġju ta’ San Pawl, ang. Church of Saint Paul Shipwreck), znany lokalnie jako kościół św. Pawła (malt. Il-Knisja ta’ San Pawl, ang. Saint Paul’s Church) – rzymskokatolicki kościół parafialny znajdujący się w miejscowości Munxar na Gozo w Republice Malty. 

## Historia
Geograficznie Munxar zawsze stanowił integralną, ale peryferyjną część Sannat. Mieszkańcy Munxar uczestniczyli w nabożeństwach religijnych w kościele parafialnym św. Małgorzaty w Sannat. Jednak udokumentowane historycznie dowody wskazują na obecność w Munxar małych kaplic, które już nie istnieją. Kaplica poświęcona Nawiedzeniu Matki Bożej stała w Forn il-Gir, miejscu pomiędzy Xlendi i Munxar. Wspomina się o niej podczas wizyty pasterskiej w 1615, lecz została w 1657 „odświęcona”. Kolejna kaplica pod wezwaniem św. Szymona stała w Ras il-Bajjada. Jedynym zachowanym reliktem tej świątyni jest wzniesiony na jej miejscu krucyfiks. Dokument wizyty duszpasterskiej z 1621 ujawnia istnienie jeszcze innej kaplicy w miejscu zwanym ta’ Norata. Jej patronem była św. Agnieszka, rzymska dziewica-męczennica. Kaplica ta również już nie istnieje.
Pierwsze działania mające na celu uzyskanie zezwolenia, a następnie zbudowanie kościoła w Munxar podjęte zostały pod koniec XIX wieku przez ówczesnego proboszcza w Sannat. 24 marca 1913 trójka rodzeństwa z Munxar podarowała parafii działkę, z myślą o przeznaczeniu jej pod nową świątynię. Plan budynku sporządzony został przez Luigiego Vellę i 2 lutego 1914 rozpoczęto pierwsze prace ziemne. Zdecydowano, że kościół powinien nosić wezwanie św. Pawła Rozbitka.
  
22 marca 1916 położono kamień węgielny, prace konstrukcyjne prowadzone były pod nadzorem mistrzów Francisca Farrugii i Luigiego Velli. 19 lutego 1921 budowa nowej świątyni została ukończona; jej konsekracji dokonał 18 października 1925 biskup Gozo Mikiel Gonzi.
12 grudnia 1957 biskup Gozo Giuseppe Pace wydał dekret Pro Munere Nostro Pastorali, na mocy którego Munxar zostało oficjalnie uznane za samodzielną parafię, z kościołem św. Pawła jako parafialnym.

## Architektura

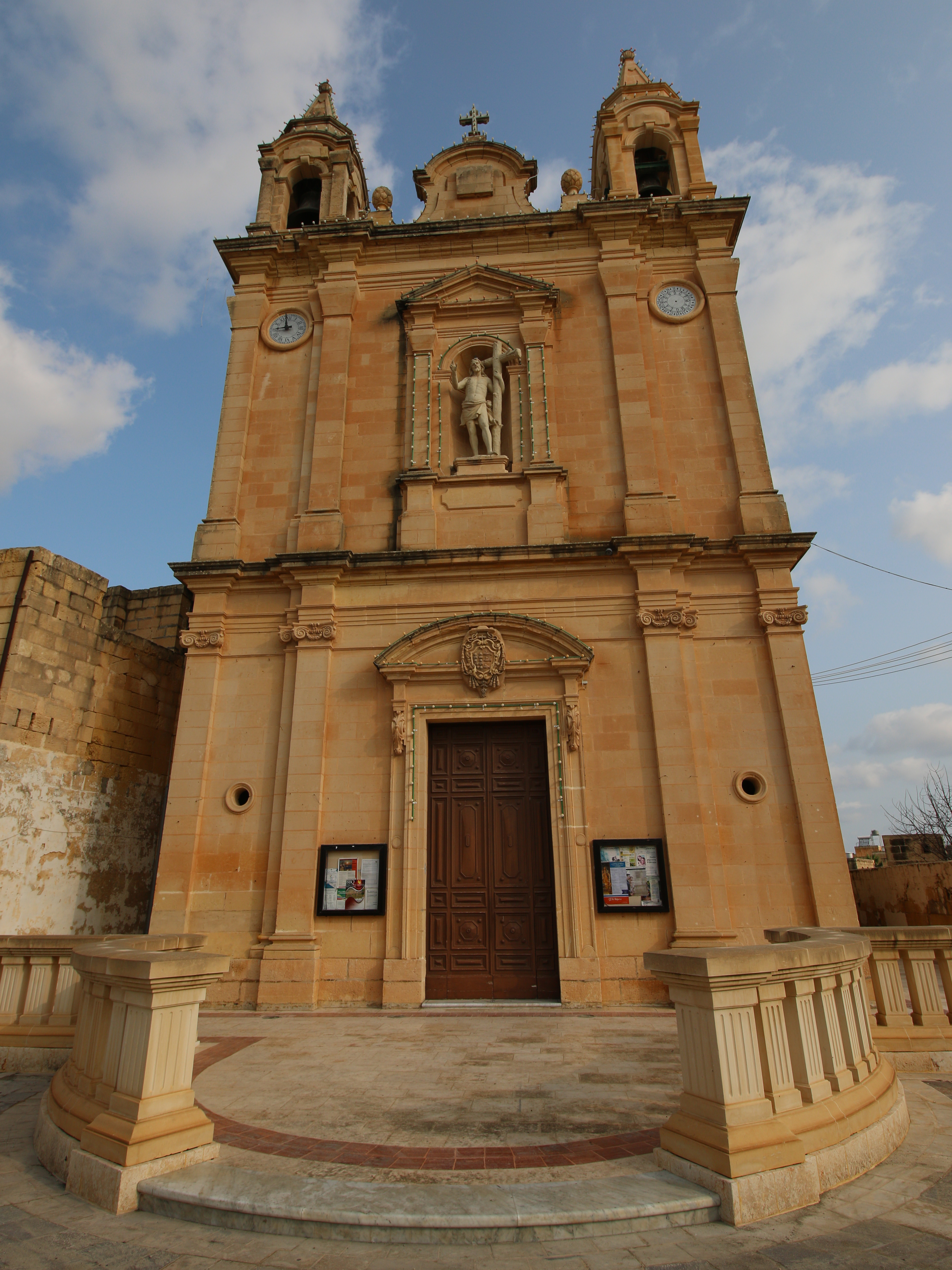
Fasada kościoła

Fasada jest prosta i symetryczna. Można ją podzielić na dwie kondygnacje – dolna zawiera duże, centralnie umieszczone drzwi w kamiennej ramie, zwieńczonej zaokrąglonym, segmentowym frontonem. Po obu stronach portalu para prostych pilastrów, wzniesionych na wysokich cokołach, z dekoracją wolutową na kapitelach. Poniżej, równolegle do belkowania, biegnie goły fryz. Belkowanie zwieńczone jest ciężkim gzymsem.

Górny poziom jest powtórzeniem niższego, ale zamiast mieć wolutowe kapitele, pilastry mają odwrócony trapezowy kapitel. Bezpośrednio nad głównymi drzwiami znajduje się nisza, w której znajduje się posąg Chrystusa dźwigającego krzyż. Wnęka ta wsparta jest na cokołach znacznie wyższych od tych pod pilastrami. Niszę zdobią dwa gładkie pilastry z odwróconym trapezowym kapitelem, oraz proste belkowanie zwieńczone trójkątnym frontonem. Pomiędzy pilastrami wkomponowane są dwie tarcze zegarowe. Najwyższa kondygnacja składa się z dwóch dzwonnic z piramidalnymi iglicami, pomiędzy którymi segmentowy fronton z krzyżem. Przed kościołem znajduje się niewielki plac (parvis). 

## Ochrona dziedzictwa kulturowego
27 sierpnia 2012 kościół wpisany został na listę National Inventory of the Cultural Property of the Maltese Islands pod nr. 01032.